# リチャード・ロイド・ジョーンズ・ジュニア空港
リチャード・ロイド・ジョーンズ・ジュニア空港（英: Richard Lloyd Jones Jr. Airport）は、アメリカ合衆国オクラホマ州にある空港。タルサ市より南へ8Kmに位置する。

## 歴史
本空港は1958年7月3日にタルサ国際空港の補完空港として開港した。